# Красково (Ельблонзький повіт)
Красково (пол. Kraskowo, нім. Schönfließ) — село в Польщі, у гміні Млинари Ельблонзького повіту Вармінсько-Мазурського воєводства.
Населення — 134 особи (2011).
У 1975-1998 роках село належало до Ельблонзького воєводства.

## Демографія
Демографічна структура станом на 31 березня 2011 року:
|          | Загалом | Допрацездатний вік | Працездатний вік | Постпрацездатний вік |
| -------- | ------- | ------------------ | ---------------- | -------------------- |
| Чоловіки | 68      | 15                 | 42               | 11                   |
| Жінки    | 66      | 16                 | 34               | 16                   |
| Разом    | 134     | 31                 | 76               | 27                   |